# 福田淳一
福田 淳一（ふくだ じゅんいち、1959年〈昭和34年〉10月18日 - ）は、日本の弁護士、元財務官僚。

## 人物
岡山県出身。妻は高石邦男元文部事務次官の娘であり、篠沢恭助の紹介で見合い結婚した。
神奈川県立湘南高等学校卒業。東京大学在学中に旧司法試験に合格。東京大学法学部第2類（公法コース）卒業。1982年大蔵省入省。配属は主計局総務課。福田が入省した年の主計局総務課には、総務課長に的場順三、総務課の企画担当の主計官に斎藤次郎、総務課長補佐（企画）に林正和、豊田潤多郎がいる。82年入省組は、渡辺美智雄蔵相の変わり者、面白い者を採用すべしとの発案で、中島義雄秘書課企画官の裁量で多様な人材が採用されたが、1名の自殺者、1名の病死者、大蔵省接待汚職事件での1名の逮捕者、同事件での処分を受けた退職者1名などが出た。当時の秘書課長を務めた小粥正巳は、後年「人間の評価っていうのは難しいな」と述べている。82年入省はほかに、片山さつき（自民党参議院議員・元地方創生担当大臣）、迫田英典（元国税庁長官）、佐川宣寿（元国税庁長官）、遠藤俊英（金融庁長官）、田中修（元税務大学校長）などがいる。このうち、福田と佐川が将来の有力な次官候補と見做されていた。

## 来歴
- 1983年 大蔵省主計局主計企画官付。
- 1984年 大蔵省大臣官房調査企画課。
- 1985年7月 大蔵省大臣官房調査企画課調査主任[12]。
- 1986年7月 大蔵省大臣官房調査企画課企画係長[13]。
- 1987年7月 尾張瀬戸税務署長。
- 1988年7月 大蔵省主税局調査課長補佐（外国調査）[14][15]。
- 1989年 大蔵省主税局税制第二課長補佐（消費税、揮発油税）[15]。
- 1991年6月 大蔵省主税局税制第一課長補佐（法人税）[15]。
- 1992年7月 大蔵省主計局総務課長補佐（歳入・国債係主査）[16]。
- 1993年7月 大蔵省主計局法規課長補佐[17]。
- 1994年 大蔵省主計局主計官補佐（地方財政第一、第二係）[15]。
- 1995年 大蔵省主計局総務課長補佐。
- 1997年7月 大蔵省大臣官房企画官兼大臣官房文書課企画調整室長。
- 1998年6月 外務省在カナダ日本国大使館一等書記官。
- 1999年1月 外務省在カナダ日本国大使館参事官。
- 2001年7月 財務省理財局財政投融資総括課財政投融資企画官。
- 2003年7月 財務省大臣官房企画官兼主計局厚生労働第一、五係兼主計局給与共済課。
- 2004年7月 財務省主計局主計官（厚生労働係担当）。
- 2006年7月 財務省主計局法規課長。
- 2008年7月 財務省大臣総合政策課長。
- 2009年7月 財務省大臣官房参事官（大臣官房担当）[18]
- 2009年12月 内閣官房行政改革推進室員兼内閣官房国家公務員制度改革推進本部事務局審議官。
- 2011年8月2日 財務省主計局次長（次席）。
- 2011年9月2日 財務省主計局次長（末席）（厚生労働係担当）[19]。
- 2012年8月17日 財務省主計局次長（次席）。
- 2013年6月28日 財務省主計局次長（主席）（厚生労働係担当）[20]。
- 2014年7月4日 財務省大臣官房長。
- 2015年7月7日 財務省主計局長[6]。
- 2017年7月5日 財務事務次官に就任。森友学園問題では、佐川宣寿国税庁長官の聴取を行った[21]。
- 2017年12月1日 文部科学省日本ユネスコ国内委員会委員[22]。
- 2018年4月 複数の女性記者にセクハラを行っていた疑惑が報じられ、麻生太郎財務大臣より訓戒処分[23]
- 2018年4月18日 麻生太郎財務大臣に辞任の申し出を行い[24]、閣議で辞任が了承され依願退官[25]。
- 2018年4月27日 矢野康治官房長が会見で、十分な反論・反証がなされていないことを理由にセクハラ行為が認定されたとして、減給20%・6カ月の懲戒処分に相当すると発表した[26]。
- 2018年10月1日から自営業（業務運営に関する助言、大学における講義等）となり[27]、社会福祉法人莞爾会評議員などを務めたり[28]、SBI大学院大学の委託講師として「経済政策の理論と実際」と「財政と社会保障の理論と実際」の科目を担当するなどした[29][30]。
- 2018年12月 弁護士資格取得（弁護士資格認定制度）[31]。
- 2020年 U＆Iアドバイザリーサービス入社[32]。
- 2021年 弁護士登録（第一東京弁護士会）、弁護士法人瓜生・糸賀法律事務所特別顧問[32]、SBIホールディングス取締役[33]。

## セクハラ報道
2018年4月12日発売の週刊新潮で、森友学園問題を巡って福田を取材していたテレビ朝日の女性記者に対してセクハラ行為を行っていたと掲載した。週刊新潮は、福田が飲食店内において記者に対して「今日ね…抱きしめていい？」、「旦那は浮気しないタイプなの？予算通ったら浮気するか」、「胸触っていい？(おっぱい触っていい？)」、「手縛っていい？」、「ホテル行こうよ」などといった発言を繰り返していたとYouTubeで音声を公開している。報道について、財務大臣の麻生太郎は福田本人からセクハラについて釈明があったとした上で、緊張感を持って行動するように注意したことを明らかにした。
同年4月18日、財務次官によるセクハラ疑惑と共に、当該女性記者に対するテレ朝によるパワハラ疑惑もでるなどマスコミ報道が過熱するなか、次官辞任を申し出て閣議で了承された。4月27日になると一転して、財務省の矢野康治官房長・伊藤豊官房秘書課長らが会見で、十分な反論・反証がなされていないとしてセクハラ行為を認定して調査を打ち切った。
その間、財務省は銀座総合法律事務所の加毛修元日本弁護士連合会副会長らに調査を依託し、加毛弁護士らにより、匿名でのものをも可とする形で情報提供の呼びかけがなされた。同年4月23日には、内閣府男女共同参画会議女性に対する暴力に関する専門調査会（会長：辻村みよ子明治大学教授/東北大学名誉教授）において「あってはならない人権侵害」であるなどとする緊急声明が発表された。